# Вилла-д’Альме
Вилла-д’Альме́ (итал. Villa d'Almè) — коммуна в Италии, располагается в регионе Ломбардия, в провинции Бергамо.
Население составляет 6829 человек (2008), плотность населения составляет 1138 чел./км². Занимает площадь 6 км². Почтовый индекс — 24018. Телефонный код — 035.
Покровителями коммуны почитаются святые мученики Фаустин и Иовита, празднование 15 февраля.

## Демография
Динамика населения:

## Администрация коммуны
- Официальный сайт: http://www.comune.villadalme.bg.it